# Amy Fisher
Amy Elizabeth Fisher (sinh ngày 21 tháng 8 năm 1974) là một phụ nữ Mỹ đã được giới truyền thông gọi là "Long Island Lolita" vào năm 1992, khi đó cô ở tuổi 17, cô đã bắn và gây thương nặng cho Mary Jo Buttafuoco, vợ của người tình bất hợp pháp của cô là Joey Buttafuoco. Bắt đầu bị buộc tội giết người lần đầu, cô cuối cùng đã nhận tội có tội tấn công nặng nề cấp một và bị giam bảy năm tù. Cô được thả tự do vào năm 1999, Fisher đã trở thành một nhà văn và một nữ diễn viên khiêu dâm.

## Đầu đời
Fisher sinh ra ở Merrick, Long Island, New York, con gái của Elliot và Roseann Fisher; cha của cô ấy là người Do Thái trong khi mẹ của cô ấy lai tùm lùm Fisher nói, mẹ tôi lai tùm lum, bao gồm người Anh Quốc." Là một học sinh 16 tuổi tại Trường trung học Kennedy ở Bellmore, New York  Fisher đã bắt đầu mối quan hệ tình dục với Joey Buttafuoco 35 tuổi sau khi cô ấy làm hư chiếc xe hơi mà bố mẹ cô tặng vào ngày sinh nhật lần thứ 16 của cô và cô nhờ Buttafuoco, chủ cửa hàng xe hơi nơi mà cô mua chiếc xe hơi, sửa chữa chiếc xe và không để gia đình cô ấy biết.

## Tù tội và tội lỗi
Fisher dần dần say mê Joey Buttafuoco và trở nên ghen tị ganh ghét vợ của anh ta. Cuối cùng, Fisher 17 tuổi đã chia sẻ với Buttafuoco ý tưởng của cô về việc giết vợ chàng. Theo Fisher, Buttafuoco đã giúp cô lên kế hoạch chụp hình và nói với cô về thói quen của vợ và khi cô thường về nhà.
Với sự trợ giúp của Peter Guagenti, Fisher đã có được một khẩu súng cỡ nòng.25 và sau đó đi ra ngoài để lấy cắp một bảng giấy phép của một chiếc xe ô tô của ông hàng xóm. Vào ngày 19 tháng 5 năm 1992, Guagenti đã giúp Fisher đặt tấm bản giấy phép lên Pontiac Firebird và lái xe đến nhà Buttafuoco ở Massapequa, New York. Fisher sau đó đã giải thích với cảnh sát rằng cô đã mong đợi Guagenti thực hiện vụ bắn súng, nhưng anh ta từ chối. Khi Mary Jo Buttafuoco trả lời cánh cửa, Fisher nói với cô ấy rằng Joey Buttafuoco đã có quan hệ với em gái của Fisher, đưa cho vợ của Buttafuoco chiếc áo thun T-Shirt quảng cáo của tiệm sửa chữa xe máy của chồng nàng. Cuộc trò chuyện kéo dài khoảng 15 phút, nhưng Mary Jo Buttafuoco trở nên tức giận hơn với câu chuyện của Fisher. Cuối cùng, cô ấy đã bảo nàng ấy rời khỏi và quay lưng lại để trở lại nhà. Fisher sau đó gài nòng khẩu súng, tấn công bằng cách nã đạn vào cái đầu của cô Mary Jo Buttafuoco, sau đó nhắm vào ngôi đền của cô và bắn. Nàng Mary Jo Buttafuoco ngã lăn rơi xuống đất, bị thương tích nặng nề. Fisher bỏ áo sơ mi và khẩu súng rồi chuồn về phía chiếc xe, nhưng Guagenti bảo cô ấy lấy bằng chứng với cô, vì vậy cô chạy về lấy cả hai thứ và cả hai cùng chạy trốn khỏi hiện trường. Những người hàng xóm gọi 911 và đến giúp nàng Mary Jo Buttafuoco. Cô đã được phẫu thuật vào ban đêm buổi tối, và mặc dù không thể tháo được viên đạn, các bác sĩ đã có thể cứu sống cô tồn tại sống sót.
Khi được phỏng vấn bởi cảnh sát, Joey Buttafuoco nói với cớm rằng Fisher có thể là người đã nổ tiếng phát súng. Cảnh sát viên Martin Alger đã chụp ảnh Fisher và khi Mary Jo Buttafuoco lấy lại tâm thức vào ngày hôm sau, cô đã có thể nhận ra Fisher từ bức ảnh. Fisher đã bị bắt và bị buộc tội vì đã cố tình giết người, và vào ngày 23 tháng 9 năm 1992, cô đã nhận tội lỗi với vụ tấn công cấp độ cao đầu tiên.

## Thời gian trong nhà tù
Vào ngày 2 tháng 12 năm 1992, Fisher bị kết án từ 5 đến 15 năm tù giam. Cô ngồi tù được bảy năm và được tha bổng vào tháng 5 năm 1999 sau khi thẩm phán Tòa án Tối cao Ira Wexner bỏ trống đơn khởi kiện và rút ngắn bản án của cô.

## Sách và phim ảnh
Sách của Amy Fisher
- Fisher, Amy & Robbie Woliver (2004). If I Knew Then. iUniverse. ISBN 0-595-32445-2.
- Fisher, Amy with Sheila Weller (1994). Amy Fisher: My Story. (Reprint edition.) ISBN 0-671-86559-5. (Originally published by Pocket Books in 1993; ISBN 0-671-86558-7.)

Sách về Amy Fisher
- Dominguez, Pier (2001). Amy Fisher: Anatomy of a Scandal: The Myth, the Media and the Truth Behind the Long Island Lolita Story. Writers Club Press. ISBN 0-595-18417-0.
- Eftimiades, Maria (1992). Lethal Lolita: A True Story of Sex, Scandal and Deadly Obsession. St. Martin's Press. ISBN 0-312-95062-4.

Phim về Amy Fisher
- Amy Fisher: My Story, 1992 (TV) Noelle Parker starred as Fisher.
- Casualties of Love: The "Long Island Lolita" Story, 1993 (TV) Alyssa Milano starred as Fisher.
- The Amy Fisher Story, 1993 (TV) Drew Barrymore starred as Fisher.

Theo Alan Ball, câu chuyện của Fisher là một nguồn cảm hứng cho anh trong bài viết của anh về kịch bản phim 1999 của bộ phim American Beauty.